# Berasia
Berasia è una suddivisione dell'India, classificata come nagar panchayat, di 24.289 abitanti, situata nel distretto di Bhopal, nello stato federato del Madhya Pradesh. In base al numero di abitanti la città rientra nella classe III (da 20.000 a 49.999 persone).

## Geografia fisica
La città è situata a 23° 37' 60 N e 77° 25' 60 E e ha un'altitudine di 483 m s.l.m..

## Società

### Evoluzione demografica
Al censimento del 2001 la popolazione di Berasia assommava a 24.289 persone, delle quali 12.858 maschi e 11.431 femmine. I bambini di età inferiore o uguale ai sei anni assommavano a 4.311, dei quali 2.295 maschi e 2.016 femmine. Infine, coloro che erano in grado di saper almeno leggere e scrivere erano 13.832, dei quali 8.290 maschi e 5.542 femmine.